# ديف كامبوس
ديف كامبوس (بالإنجليزية: Dave Campos)‏ هو متسابق دراجات نارية أمريكي، ولد في 1942.